# Усть-Элегестинский сумон
Усть-Элегестинский сумон — административно-территориальная единица (сумон) и муниципальное образование со статусом сельского поселения в Кызылском кожууне Тывы Российской Федерации.
Административный центр и единственный населённый пункт сумона — село Усть-Элегест.

## Население
| 2018 |
| ---- |
| 1505 |